# 鳥栖警察署
鳥栖警察署（とすけいさつしょ）は、佐賀県警察が管轄する警察署の一つ。

## 管轄区域
- 鳥栖市
- 三養基郡
  - 基山町
  - 上峰町
  - みやき町

## 所在地
- 佐賀県鳥栖市元町1234-5

## 交番
- 基山交番
- 東尾交番
- 鳥栖駅前交番
- 曽根崎交番
- 田代交番
- 布津原交番

## 警察官駐在所
- 平田警察官駐在所
- 村田警察官駐在所
- 儀徳警察官駐在所
- 中原警察官駐在所
- 坊所警察官駐在所
- 持丸警察官駐在所
- 三根警察官駐在所

## 検問所
- 田代検問所

## 主な関連事件
- 鳥栖市会社員殺害事件
- 太宰府主婦暴行死事件